# Бутаки (Челябинская область)
Бутаки́ — деревня в Полетаевском сельском поселении Сосновского района Челябинской области, расположенная на берегу реки Миасс, у начала Шершнёвского водохранилища, возле устья Биргильды. Деревня находятся возле границы Сосновского района и областного центра города Челябинска. Расстояние до центра города 20 км.

## Транспорт
Через Бутаки, между деревней и новыми домами проходит исторический ход Транссиба с остановочным пунктом Бутаки, на которой останавливаются пригородные электропоезда. Маршрутное такси № 200 связывает Бутаки с соседними населёнными пунктами Полетаевым, Смолиным и Челябинском. На расстоянии 3 км к западу от деревни проходит региональная автодорога 75К-205 Обход города Челябинска, в 3 км к югу — федеральная автодорога М5 «Урал».

## История
В XVIII веке это была деревня при мельнице Бутакова, впоследствии казачий посёлок. Название дано по имени первопоселенца, выходца из Челябинской крепости Бутакова. «Степан Осипов сын Бутаков двадцати семи лет, его отец Осип и братья Афанасий, Михайло, Ермолай родом они из Исетской провинции Окуневского дистрикта Буткинской слободы дворцовые крестьяне…» открывают список первопоселенцев Челябинской области в Переписной книге 1740 года.

## Население
| 2002 | 2010  |
| ---- | ----- |
| 1044 | ↘1016 |